# Alfred James Lotka
Alfred James Lotka (Lavov u Ukrajina (tada Lemberg, Austrija), 2. ožujka 1880. - Red Bank, New Jersey, SAD, 5. prosinca 1949.), američki kemičar

## Životopis
Roditelji su mu bili Jacques i Marie (Doebely) Lotka. Odrastao je u Francuskoj, a diplomu inženjera stekao je 1901. na Sveučilištu u Birminghamu.
Godine 1902. je došao u SAD-e, te je narednih 6 godina radio kao asistent kemičar u General Chemical Company.
Tijekom svoje karijere, Lotka je napisao više od stotinu znanstvenih radova, objavljenih u akademskim i tehničkim časopisima, kao i popularnim časopisima, u Sjedinjenim Američkim Državama i inozemstvu.

## Lotkin zakon
Lotkin zakon o produktivnosti autora, jedan je od tri temeljna zakona na kojima se temelje empirijska istraživanja u informacijskoj znanosti.
Alfred James Lotka je 1926. godine objavio članak u kojem je na temelju istraživanja znanstvene produkcije u području fizike i kemije potvrdio zakonitost da mali broj autora objavljuje veliki broj radova, a najveći broj autora objavi jedan ili dva rada unutar određenog područja.
U članku pod naslovom “The Frequency Distribution of Scientific Productivity”, Lotka (1926) objavljuje svoje opažanje o razdiobi znanstvene produktivnosti - poznato u literaturi kao “zakon inverznih kvadrata”- u kojem je ovisnost između broja autora i broja objavljenih radova definirana na sljedeći način:
f(n) = A/n²   n = 2,3,....nmax
gdje je f(n) broj autora s n obavljenih radova,
a A broj autora s jednim objavljenim radom.
Iz gornje funkcije slijedi da je broj autora s n objavljenih radova obrnuto proporcionalan kvadratu broja radova, dok je granična vrijednost udjela autora s jednim radon ( A ) približno 6/ p 2 ili oko 60% od ukupnog broja autora. 
Drugim riječima, u skupu autora najveći je udio onih koji su objavili samo jedan rad, dok broj autora s više od jednog rada opada s brojem objavljenih radova.
Lotka primjenjuje statistički pristup izračunavajući broj autora f(n) određene produktivnosti (n). 
Unosom postotnog udjela autora s 1, 2, 3, …., n max radova u odnosu na broj radova u log-log sustav dobiva pravac, a izračunavanjem nagiba pravca koji najbolje aproksimira opažene vrijednosti, dobiva da je ta vrijednost približno - 2.
Kasnije primjene pokazale su da vrijednost eksponenta varira i ne mora biti - 2.
Iz toga Yablonsky (1980) zaklučuje da je Lotkina formulacija zapravo specijalni slučaj opće funkcije koja glasi:
f(n) = A/n
gdje je r=1